# Milly Vitale
Pour les articles homonymes, voir Vitale.
Camilla « Milly » Vitale — née le 16 juillet 1933 à Rome, ville où elle est morte le 2 novembre 2006 — est une actrice italienne.

## Biographie
Au cinéma, Milly Vitale débute à treize ans dans Les Frères Karamazov de Giacomo Gentilomo (avec Fosco Giachetti et Andrea Checchi), sorti en 1947. Suivent cinquante-six autres films — majoritairement italiens ou en coproduction, plus quelques films américains ou britanniques —, le dernier sorti en 1972 (après quoi elle se retire).
Mentionnons le film américain Le Jongleur d'Edward Dmytryk (1953, avec Kirk Douglas et Paul Stewart), le film franco-italien Les Deux Orphelines de Giacomo Gentilomo (1954, avec Myriam Bru et André Luguet), les coproductions américano-italiennes Guerre et Paix de King Vidor (1956, avec Audrey Hepburn et Henry Fonda) et Un scandale à la cour de Michael Curtiz (1960, avec Sophia Loren et Maurice Chevalier), ainsi que le film britannique La Bataille des V1 de Vernon Sewell (1958, avec Michael Rennie et Patricia Medina).
À la télévision italienne, Milly Vitale apparaît dans une mini-série de 1958 et deux téléfilms de 1958 et 1959 (respectivement adaptés des pièces Ombre chère de Jacques Deval et Les Trois Sœurs d'Anton Tchekhov).

## Filmographie

### Cinéma (sélection)
- 1947 : Les Frères Karamazov (I fratelli Karamazoff) de Giacomo Gentilomo : Lisa
- 1948 : Les Années difficiles (Anni difficili) de Luigi Zampa : Maria
- 1949 : La città dolente de Mario Bonnard : Maria
- 1949 : Cagliostro (Black Magic) de Gregory Ratoff : petit rôle non spécifié
- 1950 : Les Mousquetaires de la mer (Cuori sul mare) de Giorgio Bianchi : Fioretta
- 1950 : Le Prince pirate (Il leone di Amalfi) de Pietro Francisci : Eleonora
- 1950 : Plus fort que la haine de Camillo Mastrocinque
- 1951 : La Vengeance du corsaire (La vendetta del corsaro) de Primo Zeglio : Luana
- 1951 : Il caimano del Piave de Giorgio Bianchi : Lucilla di Torrebruna
- 1951 : Trieste mia! de Mario Costa : Anna
- 1952 : La Prisonnière de la tour de feu (Prigioniera della torre di fuoco) de Giorgio Walter Chili : Germana Della Valle
- 1952 : Le Fils de Lagardère (Il figlio di Lagardère) de Fernando Cerchio : Olympe de Chaverny
- 1952 : À la pointe de l'épée (A fil di spade) de Carlo Ludovico Bragaglia : Linda
- 1953 : Néron et Messaline (Nerone e Messalina) de Primo Zeglio : Atte
- 1953 : Le Jongleur (The Juggler) d'Edward Dmytryk : Ya'El
- 1954 : Acque amare de Sergio Corbucci : Mara
- 1954 : Les Deux Orphelines (Le due orfanelle) de Giacomo Gentilomo : Louise
- 1954 : L'amante di Paride de Marc Allégret et Edgar G. Ulmer, segment Napoléon et Joséphine (film à sketches) : Marie-Louise
- 1954 : Raspoutine de Georges Combret : Laura
- 1955 : Mes sept petits chenapans (The Seven Little Foys) de Melville Shavelson : Madeleine Morando Foy

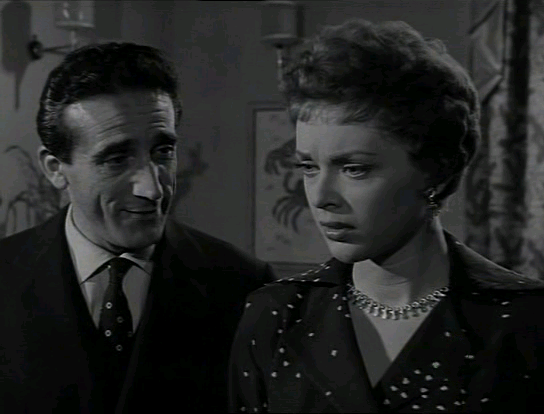
Avec Arnoldo Foà, dans Chante-moi Bonjour tristesse (1955).

- 1955 : Chante-moi Bonjour tristesse (Cantami "Buongiorno tristezza") de Giorgio Pàstina : Giovanna
- 1956 : Guerre et Paix (War and Peace) de King Vidor : Lisa Bolkonskaïa
- 1957 : Le Masque noir (Il diavolo nero) de Sergio Grieco : Isabella
- 1957 : Le Trottoir (The Flesh Is Weak) de Don Chaffey : Marissa Cooper
- 1958 : La Bataille des V1 (Battle of the V-1) de Vernon Sewell : Anna
- 1959 : Annibal (Annibale) de Carlo Ludovico Bragaglia et Edgar G. Ulmer : Danila
- 1960 : Rewak le Rebelle (The Barbarians) de Rudolph Maté : Cherata
- 1960 : Un scandale à la cour (A Breath of Scandal) de Michael Curtiz : la danseuse de can-can
- 1968 : Il medico della mutua de Luigi Zampa : petit rôle non spécifié
- 1972 : Scaramouche (La grande avventura di Scaramouche) de Piero Pierotti : la reine de France

### Télévision (intégrale)
- 1958 : Aprite: Polizia, mini-série de Daniele D'Anza, épisode 4 Un paese che legge : rôle non spécifié
- 1958 : Ombre chère (La cara ombra), téléfilm de Daniele D'Anza : Irène
- 1959 : Les Trois Sœurs (Tre sorelli), téléfilm de Claudio Fino : Natalia Ivanovna